# M4 Artillerietrekker
De M4 Artillerietrekker is een rupsvoertuig bestemd voor het trekken van middelzware artillerie. Het voertuig van Amerikaanse makelij werd ontwikkeld en geproduceerd tijdens de Tweede Wereldoorlog, maar is ook jaren daarna in gebruik gebleven.

## Algemeen
In 1941 begon de ontwikkeling van de M4 artillerietrekker. De M4 was gebaseerd op de technische componenten van de M3 Stuart lichte tank en bestemd voor het trekken van het 90mm-luchtdoelgeschut. Het voertuig had voldoende ruimte om de bemanning en munitie van het wapen mee te voeren. Het prototype, bekend onder de aanduiding T9, werd getest en na aanpassingen werd een verbeterde versie in productie genomen in 1942. Deze versie kreeg de aanduiding M4 mee. In 1943 werd de type aanduiding gewijzigd in High Speed Tractor, 18-ton, M4.
De M4 werd door Allis-Chalmers in twee versies gebouwd, een voor het luchtdoelgeschut en de ander voor onder meer het middelzware "Long Tom" geschut. De maximale aanhanglast was 16,6 ton. Allis-Chalmers uit Milwaukee, Verenigde Staten was een producent van landbouwmachines maar, zoals zoveel bedrijven in de oorlogsjaren, werd ingezet voor de oorlogsproductie.
In de cabine was plaats voor 11 personen, de stuksbemanning en een chauffeur. De cabine was in twee delen verdeeld, voorin de chauffeur en twee passagiers en achterin twee banken voor elk vier passagiers. De motorruimte bevond zich in het midden en achterin de munitie ten behoeve van het kanon. Alle voertuigen waren voorzien van een lier met een trekkracht van 13 ton en een kabel van ruim 91 meter lang. Latere varianten bezaten een kraan voor het op- en afladen van de zware granaten. In het dak van de cabine was plaats voor een 12,7 mm (.50 inch) Browning M2-machinegeweer.
De trekker werd ontwikkeld vanaf 1942 – parallel aan de zwaardere M6 – voor het Amerikaanse leger en was daar in gebruik tot 1960. Hij werd gebouwd door tussen 1943 en 1946 zijn er ongeveer 5.500 geproduceerd.
In het kader van het Mutual Defense Aid Program (ook wel "Battle Act" genoemd), een wet aangenomen door de Amerikaanse overheid, bedoeld voor de wederopbouw van legermachten in Europa, met het oog op de Sovjetdreiging, zijn er ook geleverd aan de Nederlandse krijgsmacht. Deze hebben dienstgedaan tot in de jaren zestig en zijn vervangen door de DAF YA-616 en de DAF YA-328 AT.
De M4 werd in Nederland ook in het civiele bedrijf gebruikt en wel als vliegveldbrandweerwagen/bergingsvoertuig (crashtender). Het betrof hier artillerietrekkers uit het leger, die in de jaren zestig verbouwd zijn en tot in de jaren tachtig dienstdeden.

## Techniek
De trekker werd aangedreven door een zescilinder, in lijn, benzinemotor van het type 145GZ of F817G van het merk Waukesha, welke bij 2.100 toeren/minuut een vermogen van 210 pk leverde. De cilinderinhoud bedroeg 13.400 cm³. De versnellingsbak telde drie versnelling voor- en één achteruit. De trekker kon 30°-hellingen overwinnen. Het loopwerk had aan beide zijden vier met rubber beklede loopwielen. Deze wielen waren opgehangen in draagarmen, en per twee gemonteerd in een wielstel. De vering vond plaats door middel van verticaal geplaatste bufferveren. Aan de voorzijde bevond zich het aandrijftandwiel en aan de achterzijde het spanwiel. De benzinetank had een capaciteit van 473 liter, hetgeen voldoende was voor een bereik van 290 kilometer.

## Opvolging
- De M4 is overbodig geworden door de overstap van getrokken geschut op gemechaniseerde artillerie
- Vele van de door Europese landen afgedankte M4's zijn verkocht aan Israël.